# گذرنامه استونیایی

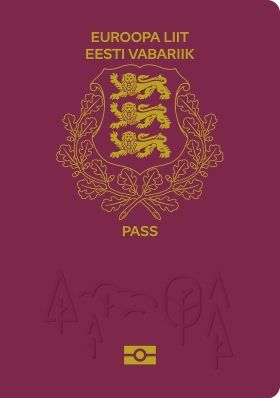
نمایی از یک‌نسخه گذرنامهٔ استونیایی در سال ۲۰۲۱

گذرنامهٔ استونیایی یک مدرک سفر بین‌المللی است که توسط کشور استونی صادر می‌شود و بنا بر داده‌های سال ۲۰۲۳، دارندگان آن می‌توانستند به ۱۸۳ کشور دیگر بدون دریافت ویزا سفر کنند یا ویزا در بدو ورود دریافت نمایند. این گذرنامه بر اساس رتبه‌بندی شاخص گذرنامهٔ هنلی در سال ۲۰۲۳ در رتبهٔ ۱۰ قرار داشت.